# Zoo Station
Zoo Station – pierwszy utwór grupy U2 z płyty Achtung Baby. Jest to także pierwsza piosenka zespołu, w której zaczęli oni swoje eksperymenty z muzyką elektroniczną.
Nastroje w piosence są optymistyczne i pełne nadziei. Utwór nawiązuje do bieżących wydarzeń w Europie w tamtych latach, takich jak zburzenie Muru Berlińskiego, czy ustępowanie komunizmu we wschodniej Europie.
Piosenka rozpoczynała każdy koncert trasy koncertowej Zoo TV. Podczas grania Bono chodził po scenie z flagą Unii Europejskiej. Na trasach PopMart i Elevation nie grano jej w ogóle, powróciła dopiero na Vertigo Tour. Wykonanie utworu można obejrzeć na Zoo TV: Live from Sydney i Vertigo: Live from Chicago.